# Římskokatolická farnost Kuželov
Římskokatolická farnost Kuželov je územní společenství římských katolíků s farním kostelem Nejsvětější Trojice v děkanátu Veselí nad Moravou.

## Historie farnosti
První písemná zmínka o obci pochází z roku 1406. Kostel Nejsvětější Trojice byl postavený v roce 1718 jako součást procesu rekatolizace místního obyvatelstva. 

## Duchovní správci
Od roku 2014 je administrátorem excurrendo R. D. ThDr. Josef Vysloužil, PhD.

## Bohoslužby
| Kostel              | Místo   | Bohoslužba (den)       | Hodina     | Poznámka     |
| ------------------- | ------- | ---------------------- | ---------- | ------------ |
| Nejsvětější Trojice | Kuželov | neděle pondělí čtvrtek | 9.00 17.00 | farní kostel |

## Aktivity ve farnosti
Ve farnosti se pravidelně koná tříkrálová sbírka. V roce 2017 se při ní vybralo v Kuželově 13 320 korun, v Malé Vrbce 7 398 korun a v Hrubé Vrbce 17 627 korun.